# Hans Gerhard Creutzfeldt
Hans Gerhard Creutzfeldt (2 juin 1885, Harbourg - 30 décembre 1964, Munich) est un neurologue allemand, à l'origine de la découverte de la maladie de Creutzfeldt-Jakob.

## Biographie

### Origine
Il naît dans une famille de médecins à Harburg, arrondissement du sud de Hambourg. Son père est le docteur Otto Creutzfeldt.
En 1903, il est enrôlé dans l'armée allemande et fait son service militaire à Kiel.

### Études de médecine
Il étudie la médecine à l'Université de Iéna, puis passe son doctorat à l'Université de Rostock en 1909. Sa thèse est intitulée:  Ein Beitrag zur ils normalen und ils pathologischen Anatomie der Hypophysis cerebri des Menschen.
Après une formation pratique à l'Hôpital Saint-George de Hambourg, il s'engage comme chirurgien à bord d'un navire et voyage sur l'océan Pacifique.

### Neurologue et chercheur
Il travaille à l'Institut neurologique de Francfort, puis à la clinique neuro-psychiatrique de Breslau et la Deutsche Forschungsanstalt für Psychiatrie de Munich. Au début de la Grande guerre, Creutzfeldt est affecté dans la réserve comme médecin militaire du croiseur auxiliaire SMS Greif. Après la capture de ce bâtiment le 29 février 1916, il est rapatrié au mois de mai et termine son service dans la Marine jusqu'en 1918. Il épouse en 1917 Clara Sombart, fille de l'économiste allemand Werner Sombart. Parmi ses cinq enfants, Otto Creutzfeldt et Werner Creutzfeldt deviennent médecins à la suite de leur père.

## Maladie de Creutzfeldt-Jakob
En 1913, Creutzfeldt se voit proposer par Aloïs Alzheimer d'étudier le cas d'une patiente de la clinique psychiatrique de Breslau : il s'agit notamment de mettre en rapport le comportement de ce sujet et les altérations biologiques de son cerveau. Creutzfeldt publie une description de cette maladie en 1920, peu avant le neurologue hambourgeois Alfons Maria Jakob. La maladie est nommée « maladie de Creutzfeldt-Jakob » en 1922.
Creutzfeldt relèvera par la suite encore deux autres cas d'altération du cerveau se traduisant par des tremblements et pertes d'équilibre ; il est à ce titre l'un des pionniers de la psychiatrie biologique moderne.

## Troisième Reich
Pendant la guerre, les bombardements détruisent sa maison et sa clinique.
Durant ce conflit, le Dr Creutzfeldt, qui travaillait dans une clinique neurologique de la ville allemande de Kiel, a réussi à sauver presque tous ses patients des mesures de l'Aktion T4, une mesure promulguée par le régime nazi qui prévoyait l'euthanasie de tous Citoyens allemands ayant été diagnostiqués comme porteurs de divers maladies invalidantes (héréditaires, psychiatriques ou autres).
Alors que la plupart des médecins allemands ont collaboré avec le régime nazi dans la mise en œuvre et l'exécution du programme d'extermination eugénique, le Dr Creutzfeldt a falsifié tous les dossiers médicaux de ses patients afin qu'ils ne répondent pas aux critères de l'Aktion T4 et soient donc maintenus auprès de lui en traitements conventionnels. Malgré les contrôles fréquents et assidus des responsables du régime, les actions philanthropiques du Dr Creutzfeldt ne furent révélées qu'après la chute d'Hitler.
Après la guerre, il est nommé directeur de l'Université Christian Albrecht de Kiel, mais il est démis de ses fonctions au bout de six mois par les forces d'occupation britanniques.
Il s'installe définitivement à Munich pour continuer ses travaux de 1953 à sa mort en 1964.